# Раїса Кириченко. Діагноз — народна
«Раїса Кириченко. Діагноз — народна» — український документальний фільм про життя та творчість Раїси Кириченко.

## Опис
Фільм знятий Оленою Артеменко та Юлією Кузьменко. Консультантом виступив краєзнавець та публіцист Віталій Миколайович Григор'єв.
Прем'єра фільму відбулася 13 листопада 2013 року на Першому національному телеканалі.
У фільмі використано уривки з книги Раїси Кириченко «Я — козачка твоя, Україно», відео з архіву НТКУ, відео та фото з родинного архіву Кириченків.

Фотопортрет (кадр з фільму)

Спогадами про співачку поділилися поет Вадим Крищенко, генеральний директор Полтавської ОДТРК «Лтава» Микола Ляпаненко, поетеса Марія Бойко, її земляки та рідні.
Також у фільмі присутні документальні кадри з малої батьківщини співачки та стверджується думка, що «Глобинський край має потужну творчу магію, це — саме те місце духовної сили, яке дало Україні і світу Миколу Лисенка, Михайла Старицького, Георгія, Платона, Романа Майбород, Олександра Білаша, Раїсу Кириченко».